# یارونوویتسه
یارونوویتسه (به لاتین: Jaronowice) یک روستا در لهستان است که در گمینا ناگووویتسه واقع شده‌است.